# Mylène Jampanoï
Mylène Jampanoï (ejtsd:Milen Zsampánoi) (Aix-en-Provence, 1980. július 12. –) francia színésznő.

## Élete
Apja kínai, anyja francia származású. 2006-ban feleségül ment Goa szigetén az indiai modell és színészhez Milind Soman-hoz, akivel a Virágok völgye című film forgatásán találkoztak. Három év házasság után elváltak.
Magyarországon a Virágok völgye című filmből ismert, de játszott a Bíbor folyók 2-ben, a 36-ban és a A botanikus lányában.

## Filmjei
| Év   | Cím                     | Eredeti cím                                                | Szerep              |
| ---- | ----------------------- | ---------------------------------------------------------- | ------------------- |
| 2011 | Rani, a lázadó hercegnő | Rani                                                       | Jolanne de Valcourt |
| 2010 | Gainsbourg (hősi élet)  | Serge Gainsbourg, vie héroïque                             | Bambou              |
| 2008 | Kung Fu Panda           | Kung Fu Panda                                              | hang                |
| 2008 |                         | Martyrs                                                    | Lucie               |
| 2008 |                         | Choisir d’aimer                                            | Julie               |
| 2006 |                         | Pleure en silence                                          | Kristina            |
| 2006 | Virágok völgye          | Valley of Flowers                                          | Ushna               |
| 2006 | A botanikus lánya       | The Chinese Botanist’s Daughters (Les filles du botaniste) | Min Li              |
| 2005 |                         | Le détective: Contre-enquête                               | Angèle              |
| 2005 |                         | Cavalcade                                                  | Soraya              |
| 2004 | 36                      | 36 quai des Orfèvres                                       | Jade                |
| 2004 | Bíbor folyók 2          | Les rivières pourpres 2                                    | Pénélope            |
| 2002 |                         | Sous le soleil                                             | Laeticia Valanski   |

## Fordítás
- Ez a szócikk részben vagy egészben  a   Mylène Jampanoï című angol Wikipédia-szócikk fordításán alapul.  Az eredeti cikk szerkesztőit annak laptörténete sorolja fel. Ez a jelzés csupán a megfogalmazás eredetét és a szerzői jogokat jelzi, nem szolgál a cikkben szereplő információk forrásmegjelöléseként.